# Gerda og Hennings Bryllup 30. August 1941 i Garnisons Kirke
Gerda og Hennings Bryllup 30. August 1941 i Garnisons Kirke er en dansk privat dokumentarisk optagelse fra 1941.

## Handling
Bryllup i Garnisons Kirke - gæsterne ankommer, og til sidst bruden. Brudeparret og gæsterne forlader kirken efter vielsen. Optagelser fra hjemmet Lille Strandvej 8, hvor bryllupsgaverne er stillet frem. Gerda laver aftensmad til sin mand. Ifølge kirkebøgerne for Garnisons Sogn blev Gerda Ruth Winckler Hansen født 1. januar 1920 i Skt. Andreas Sogn (Københavns Stift). Henning Evald Delfs blev født 17. december 1907 i Simeons Sogn (Københavns Stift) og var på tidspunktet for indgåelsen af ægteskabet med Gerda fraskilt og ingeniør.